# قرار مجلس الأمن التابع للأمم المتحدة رقم 781
قرار مجلس الأمن التابع للأمم المتحدة رقم 781 ، المعتمد في 9 أكتوبر 1992، بعد إعادة تأكيد القرار 713 (1991) وجميع القرارات اللاحقة بشأن الحالة في يوغوسلافيا السابقة، فرض حظر على الرحلات الجوية العسكرية في المجال الجوي للبوسنة والهرسك، عملا بالأحكام الواردة في القرار 770 (1992).
وأشار المجلس إلى أن الحظر لا ينطبق على الرحلات الجوية المتصلة بقوة الأمم المتحدة للحماية أو غيرها من عمليات الأمم المتحدة ورحلات المساعدة الإنسانية. وطلب إلى قوة الأمم المتحدة للحماية أن ترصد الامتثال للحظر، بما في ذلك إمكانية وضع مراقبين في المطارات في أراضي يوغوسلافيا السابقة، وأن تكفل أن يكون الغرض من الرحلات الجوية إلى البوسنة والهرسك متسقا مع قرارات مجلس الأمن.
ثم دعا القرار الدول الأعضاء إلى اتخاذ جميع التدابير اللازمة لمساعدة قوة الحماية على أساس الرصد التقني وغيره من القدرات. وطلب أيضا إلى الأمين العام بطرس بطرس غالي أن يقدم إلى مجلس الأمن تقريرا دوريا عن تنفيذ هذا القرار وأية انتهاكات له. ثم ذكر المجلس أنه سيجري النظر في المعلومات المتعلقة ب تنفيذ القرار 781 وأي انتهاكات من هذا القبيل، بما في ذلك إمكانية استحداث تدابير أخرى لإنفاذ الحظر. وينص القرار الحالي فقط على أن «الوكالات الإقليمية» يمكن أن تراقب الحظر إلا أن القرار 816 (1993) سمح لقوات حلف شمال الأطلسي بإسقاط منتهكيها. ووقعت عدة انتهاكات للحظر، ولا سيما من قبل القوات الجوية لصرب البوسنة ضد أهداف عسكرية ومدنية في الجيوب الإسلامية.
واعتمد القرار 781 بأغلبية 14 صوتا مقابل لا شيء، مع امتناع الصين عن التصويت، وذلك احتجاجا على النص الوارد في القرار الذي يشير إلى أن القوة قد تستخدم إذا لم يتم إنفاذ الحظر.

## وصلات خارجية
- نص القرار في undocs.org